# Adnan al-Bursh
Adnan al-Bursh (arabisch عدنان البرش, DMG ʿAdnān al-Burš; * 1974 in Dschabaliya; † 19. April 2024 in Baituniya) war ein palästinensischer Orthopäde und Leiter der Orthopädie in der größten medizinischen Einrichtung des Gazastreifens, dem Al-Schifa-Krankenhaus. Er wurde von den israelischen Gefängnisbehörden im Ofer-Gefängnis im besetzten Westjordanland nach viermonatiger Haft für tot erklärt. Bis März 2025 wurde sein Leichnam von den israelischen Behörden nicht herausgegeben. Berichten von Mitgefangenen zufolge war er während der Haft sexueller Gewalt ausgesetzt und wurde gefoltert.

## Frühes Leben und Karriere
Adnan al-Bursh wurde 1974 in Dschabaliya im Gazastreifen geboren und erhielt dort seine frühe Ausbildung, bevor er nach Rumänien reiste, um Medizin zu studieren. Anschließend war er als Leiter der Orthopädie am Al-Schifa-Krankenhaus, der größten medizinischen Einrichtung im Gazastreifen, tätig. Er fungierte auch als Berater der palästinensischen Fußballnationalmannschaft.
Al-Bursh war verheiratet mit Yasmin und hatte sechs Kinder.

### Israel-Hamas-Krieg
Im November 2023, während der israelischen Invasion des Gazastreifens, saß al-Bursh zusammen mit seinem Neffen für zehn Tage im belagerten Al-Shifa-Krankenhaus fest. Später forderten israelische Streitkräfte die Menschen im Krankenhaus auf, in den Süden des Gazastreifens zu ziehen. Al-Bursh weigerte sich, dieser Anweisung Folge zu leisten, und zog stattdessen in den Norden, um im Indonesia Hospital zu helfen. Al-Burshs Frau und seine sechs Kinder weigerten sich ebenfalls, in den Süden zu ziehen, und suchten stattdessen Schutz in einer der UNRWA-Schulen im nördlichen Gazastreifen.
Al-Bursh wurde später im Operationssaal des Indonesien-Krankenhauses verletzt, als israelische Streitkräfte auch diese Einrichtung angriffen. Nach einem Waffenstillstand begab er sich ins Al-Awda-Krankenhaus, um dort tätig zu werden.

## Festnahme und Tod
Am 14. Dezember 2023 wurde Adnan al-Bursh dort gemeinsam mit zehn weiteren Medizinern von israelischen Streitkräften festgenommen.
Vier Monate später, am 19. April 2024, bestätigte der israelische Gefängnisdienst Al-Burshs Tod in Haft im Ofer-Gefängnis, ohne die Todesursache bekannt zu geben. Freigelassene Gefangene berichteten der Familie von al-Bursh, dass er Folter und sexueller Gewalt ausgesetzt gewesen sei. Palästinensische Behörden und Menschenrechtsorganisationen führen daher seinen Tod auf Folter oder Misshandlung in der Haft zurück. Sein Leichnam wurde von den israelischen Behörden nicht herausgegeben, und das Schicksal der anderen inhaftierten medizinischen Mitarbeiter ist ungewiss.
Auch auf die Anfrage von Medien weigerten sich die israelischen Behörden, nähere Angaben zum Tod von al-Bursh zu machen oder die Todesursache bekanntzugeben. Gideon Levy schrieb in Haaretz, dass al-Bursh gefoltert und totgeprügelt worden sei, und bezeichnete die Antwort der Gefängnisbehörden („Die Israelische Gefängnisverwaltung macht keine Angaben zu den Todesumständen von Gefangenen, die nicht israelische Staatsbürger sind.“) als „pure Frechheit“ („pure audacity“). Levy schrieb unter der Überschrift What About the Palestinian Hostages?: „Ein Mann stirbt im Gefängnis, doch die israelische Gefängnisverwaltung hält es nicht für nötig, der Öffentlichkeit die Umstände seines Todes mitzuteilen, weil er kein Bürger des Staates Israel war. Mit anderen Worten: Das Leben von Menschen, die keine Staatsbürger sind, ist in israelischen Gefängnissen wertlos. Daran sollten wir uns erinnern, wenn ein Israeli in Zypern wegen Vergewaltigung oder in Peru wegen Drogen festgenommen wird und wir uns über die Haftbedingungen empören. Und umso aufrüttelnder ist diese Erinnerung, wenn wir uns vor aller Welt – und zu Recht – über das Schicksal unserer Geiseln (im Gazastreifen) beschweren.“
Im Mai 2024 beauftragte die Familie von al-Bursh einen Anwalt in Den Haag, die Untersuchung seines Todes zu beantragen und die Rückführung seines Körpers zu erleichtern. Diese Rückführung war laut einer Meldung der Deutschen Welle bis zum Februar 2025 nicht erfolgt.
Im März 2025 wurde der Bericht der „Unabhängigen Internationalen Untersuchungskommission der Vereinten Nationen für das besetzte palästinensische Gebiet, einschließlich Ost-Jerusalem, und Israel“ mit dem Titel Mehr als ein Mensch ertragen kann veröffentlicht. Darin sind die Aussagen eines Zeugen dokumentiert, der al-Bursh im Dezember 2023 im Gefangenenlager Sde Teiman sah, mit Prellungen und Schmerzen in der Brust. Die Kommission veröffentlichte ebenfalls die Aussage eines Zeugen, der mit al-Bursh kurz vor seinem Tod im Gefängnis Ofer gesprochen hatte. Er berichtete, al-Bursh sei kurz zuvor angegriffen worden, sein Unterkörper sei nackt gewesen. Die Kommission stellte fest, dass weiterhin keine unabhängige gerichtsmedizinische Autopsie des Leichnams durchgeführt worden sei. Die sterblichen Überreste von al-Bursh werden von den israelischen Behörden weiterhin seiner Familie vorenthalten (Stand März 2025).

## Reaktionen
Die Behörde für Angelegenheiten der Gefangenen und der Palästinensische Gefangenen-Club bezeichneten al-Burshs Tod als „Ermordung“ und als Teil des „systematischen Zielerfassungsprozesses gegen Ärzte und das Gesundheitssystem im Gazastreifen“. Das von der Hamas kontrollierte Gesundheitsministerium von Palästina forderte eine sofortige Untersuchung. Francesca Albanese, UN-Sonderberichterstatterin für Menschenrechte in den besetzten palästinensischen Gebieten, äußerte ihre extreme Besorgnis über die Nachricht vom Tod al-Burshs und forderte besseren Schutz von Palästinensern.
Das Gesundheitsministerium erklärte im Mai 2024, dass 492 Ärzte im Konflikt getötet worden seien. Die internationale Gemeinschaft und Menschenrechtsorganisationen hatten wiederholt ein Ende der Angriffe auf medizinisches Personal gefordert.